# さいたま市立東大成小学校
さいたま市立東大成小学校（さいたましりつ ひがしおおなりしょうがっこう）は、埼玉県さいたま市北区東大成町2丁目にある公立小学校。

## 沿革
- 1956年（昭和31年）[1]
  - 4月1日 - 大宮市立東大成小学校として創立。大宮市立植竹小学校の校舎の一部を借用して授業が開始された。校章の制定[2]。
  - 9月3日 - 第1期工事が竣工し、開校式及び落成式が挙行された。
  - 9月20日 - この日が開校記念日として定められる。
- 1961年（昭和36年）
  - 1月1日 - 校旗制定。
  - 3月12日 - 校歌制定。（作詞：神保光太郎、作曲：佐々木すぐる[2]）
- 2001年（平成13年）5月1日 - 浦和市、与野市との合併に伴い現校名に改称。

## 学級数・児童数
普通学級14、特別支援学級2、児童数455名 (2014年4月18日現在)

## 通学区域
- さいたま市北区[3]
  - 東大成町1 - 2丁目

## 著名な出身者
- 吉田一郎（ジャーナリスト、政治家・元さいたま市議）